# رشارد جريفيث
رشارد جريفيث (بالإنجليزية: Rashard Griffith)‏ مواليد 8 أكتوبر 1974 في شيكاغو، هو لاعب كرة سلة أمريكي معتزل. بدأ مسيرته الاحترافية في سنة 1995. تم اختياره من قبل فريق ميلووكي باكز خلال الدرافت. يبلغ طوله 7 قدم 0 بوصة (2.1 م). اعتزل اللعب في 2010.

## المسيرة الاحترافية
لعب مع نادي طوفاس الرياضي في الدوري التركي من سنة 1995 إلى 1997، ثم لعب مع مكابي تل أبيب لكرة السلة في موسم 1997–1998، ثم لعب مع فيرتوس بالاكانسترو بولونيا من سنة 2000 إلى 2002، ثم لعب مع ساسكي باسكونيا في الدوري الإسباني في موسم 2002–2003، ثم لعب مع فيرتوس روما في الدوري الإيطالي في موسم 2003–2004، ثم لعب مع تنريفي في الدوري الإسباني في موسم 2004–2005، ثم لعب مع كابيتانس دي أرسيبو في سنة 2005، ثم لعب مع كارشياكا في سنة 2007.

## روابط خارجية
- رشارد جريفيث على موقع الدوري الأوروبي لكرة السلة (الإنجليزية)
- رشارد جريفيث على موقع سبورتس رفرنس (الإنجليزية)
- رشارد جريفيث على موقع الدوري الإسباني لكرة السلة (الإسبانية)
- رشارد جريفيث على موقع كرة السلة الأوروبية.كوم (الإنجليزية)
- رشارد جريفيث على موقع كلية كرة السلة في سبورتس رفرنس.كوم (الإنجليزية)
- رشارد جريفيث على موقع ريلجم (الإنجليزية)
- رشارد جريفيث على موقع بروبوليرز (الإنجليزية)
- رشارد جريفيث على موقع سبورتس رفرنس (الإنجليزية)